# 5-苯基-2,4-戊二烯醛
5-苯基-2,4-戊二烯醛是一种有机化合物，化学式为C11H10O。它可由4-苯基-1,3-丁二烯和三氯氧磷在DMF中反应，再水解得到。它和N-(4-甲苯基磺酰基)羟胺在碳酸钾存在下反应，可以得到4,5-二氢-3-苯乙烯基-5-异噁唑酚。